# گوستاف آدولف یونسون
گوستاف آدولف یونسون (انگلیسی: Gustaf Adolf Jonsson; ۲۶ ژوئن ۱۸۷۹ – ۳۰ آوریل ۱۹۴۹) تیرانداز اهل سوئد بود.
وی در مسابقات کشوری و بین‌المللی در مجموع برندهٔ ۱ مدال طلا، ۱ مدال نقره، ۱ مدال برنز شده‌است.